# Кам'яниця Понінського
Кам'яниця Понінського - насправді складалась з двох суміжних будиків у Львові, будованих в різні часи, та отримала свою назву після того як їх придбав граф Понінський. Найбільш відома тим, що в ній знаходилась каварня Монополь.

## Історія

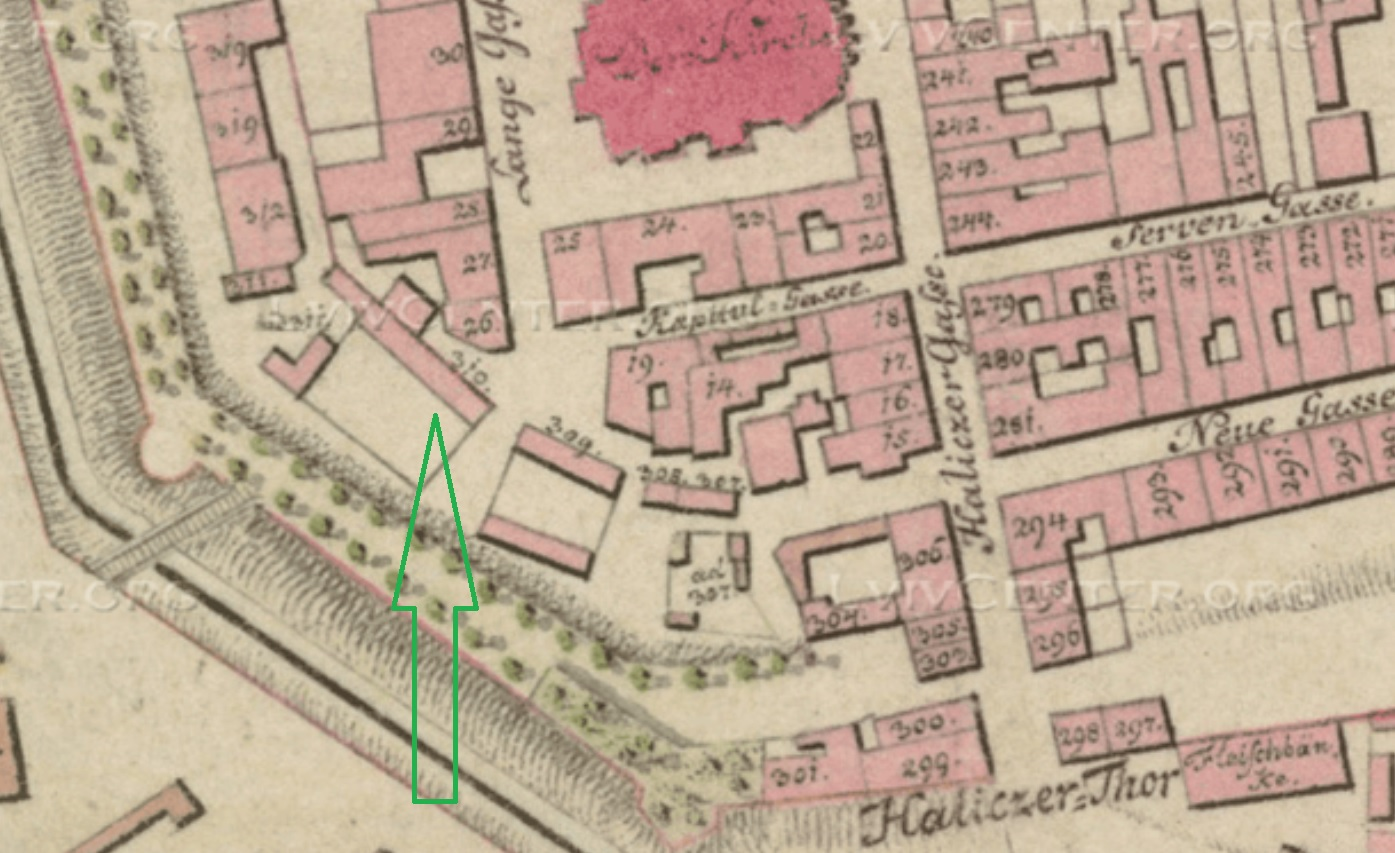
Будинок з конскрипційним номером 310 у Львові

Місце розташування будинку є цікавим, оскільки колись тут сходились: кут міських мурів, оборонні земляні вали та півкруглий бастіон.
До 1779 року на цьому місці стояв мурований будинок - конскрипційний номер 310 (з тогочасною адресою: вул. Гетьманська 2), який не мав фасаду до сучасної площі Міцкевича оскільки вона була пустою (після знесення фортифікаційних споруд). Ця кам'яниця належала львівянину Йозефу Вейсу.
У 1779 році цей будинок був проданий Вейсом до Францішка Сєдлячкова за 907 злотих. Цікавим є те, що міська влада не знала що робити з ділянкою після зенесення фортифікаційних споруд, а тому віддала її в оренду Францішку Сєдлячкову на 30 років. Розмір орендної плати становив 22 злотих на рік.
Відповідно на орендованій ділянці після 1802 року було споруджено нову (другу) кам'яницю - конскрипційний номер 342 (з тогочасною адресою: площа Марійська 8), яку у 1807 році Францішек Сєдлячек продав Францішку Лунді за 7000 злотих.
В 1828 році стару кам'яницю (конскрипційний номер 310) та нову (конскрипційний номер 342) придбав Захарій Новацький. Ці будинки перейшли згодом у спадок до його сина Івана Новацького.
У 1845 році Іван Новацький продав ці два будинки Кшиштофу Агопсовичу за 13 000 злотих.
У 1846 році ці ж кам'яниці придбав кравець Марцел Громадзінський (який в будинку займався спіритизмом та чорною магією, проводив сеанси з духами та літаючими столиками). Громадзінський відзначився тим, що як кравець вперше у Львові впровадив практику друкування свого імені на гудзиках.
У 1854 році будинки успадкувала його дружина Анна Громадзінська, яка у 1863 році виклопотала дозвіл магістрату Львова на влаштування балконних дверей у вікні з боку міського оборонного валу, котрий на той час ще існував – спочатку в наріжній кам’яниці (коскр. № 310), а у 1866 році – в новішій кам’яниці (коскр. № 342).
Згодом Анна збанкрутувала, а тому, у 1867 році, будинки викупив (з боргової маси) граф Калікст Понінський. На той час в партері будинку знаходилась каварня марії Добровольської зі сторони вул. Валової та відома «Академічна книгозбірня» (створена Юліушом Старкель та ветераном Мечиславом Даровським).
Стан відносно ще нових будинків на той час не був добрим, про що твердять численні скарги їхніх орендарів, а також технічний огляд проведений маґістратом у 1873 році. Пошкоджені були дерев’яні карнизи під бляхою, протікали ринви, струпішіла дерев’яна плита кутового балкону, в офіцині заплямилось склепіння, на партері зігнила підлога, в подвір’ї треба було замінити бруківку та впорядкувати занечищені вбиральні. Великою мірою причини руйнувань було розташування будинків на березі заболоченої Полтви, ще не взятої в колектор у тому місці. У 1879 року були проведені ремонтні роботи під керівництвом австрійського будівничого Міхаеля Ґерля. Маґістрат зобов’язав Понінського розчистити русло Полтви для того, щоби відновити забитий піском каналізаційний стік з його будинків. На кінець 1880-х років, будинки потребували чергових поточних ремонтів. Відпадали шматки вінцевого карнизу кам’яниці №8 (конскр. № 342) на пл. Марійській, в будинку №4 (конскр. № 310) на вул. Гетьманській треба було ремонтувати балкони. У 1890 році ремонтні роботи з відновлення фасадів кам’яниць розпочав архітектор Іван Левинський. Роботи торкалися карнизів, балконів та опорядження стін, колір яких, як відзначалося в приписі, мав бути «нешкідливим». У 1891 році Левинський перебудовував вбиральні в подвір’ї, що функціонували за старою системою.
З 1880 року тут містилася перша дирекція Галицької залізниці, а також (у партері обидвох кам’яниць) розміщувалися інші заклади: Спілка львівських кравців (голова Миколай Людвіґ), кантор Густава Макса (в будинку №4), крамниця елітних тканин Антонія Ґудєнса.
В 1902—1912 роках тут діяла популярна серед львівських письменників та художників кав'ярня «Монополь» (власник Францішек Гексель), яку часто відвідував Іван Франко. Постійними клієнтами кав'ярні були також політик Болеслав Вислоух, історики Францішек Яворський і Богдан Януш, професор Василь Щурат, художники Ярослав Пстрак і Фредерик Паутч.
У 1906 році власником кам'яниць став граф Єронім Любомирський, а у 1909 році їх успадкувала графиня Феліція Любомирська.
Нарешті у 1907 році ці камяниці купив девелопер нерухомості Йона Шпрехер, який зніс їх після 5 лютого 1912 року, збудувавши на цьому місці наскандальніший хмарочос Львова початку XX ст. - будинок Шпрехерів.